# Mangoingwer
Mangoingwer (Curcuma amada) ist eine Pflanzenart aus der Gattung Curcuma innerhalb der Familie der Ingwergewächse (Zingiberaceae). Er ähnelt äußerlich dem Ingwer (Zingiber officinale), besitzt jedoch ein Aroma wie die Mango (Mangifera indica). Er ist in Indien und Indochina verbreitet, wird angebaut und vielseitig verwendet.

## Beschreibung

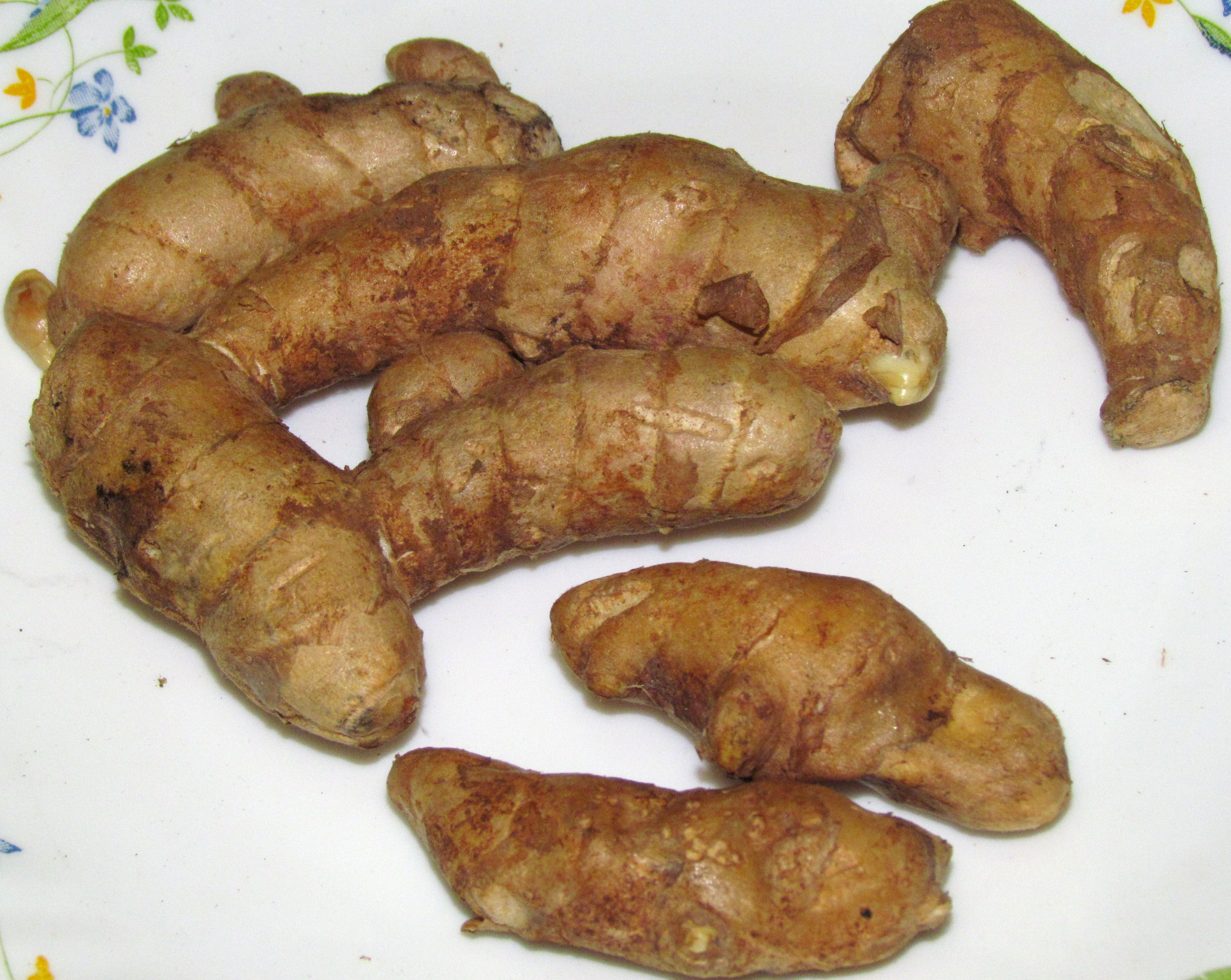
Rhizom

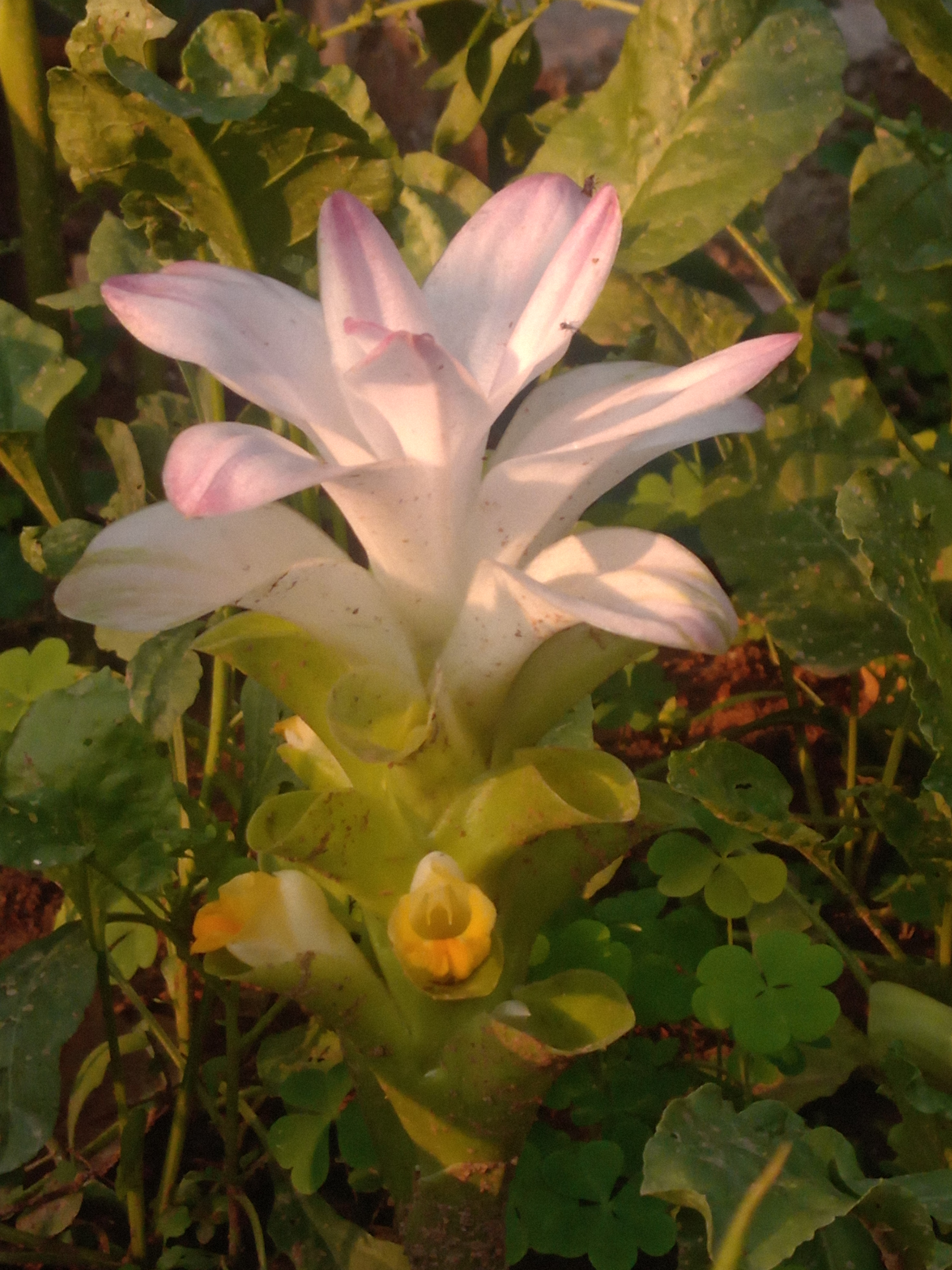
Blütenstand

### Vegetative Merkmale
Curcuma amada wächst als ausdauernde krautige Pflanze und sie ähnelt der Kurkuma (Curcuma longa). Sie erreicht Wuchshöhen von 80 bis 115 Zentimetern. Der Pseudostamm wird aus vier bis sechs Laubblättern gebildet.
Das kriechende Rhizom ist relativ groß und verzweigt, mit einer sandfarbenen Oberfläche. Sein Inneres ist hell bis blassgelb und riecht nach grüner Mango. Die handförmig geteilten Knollen sind dick, zylindrisch und fleischig und entspringen aus der Basis des Rhizoms. Hängende Knollen sind vorhanden.
Die bei einer Länge von bis zu 60 Zentimetern sowie einer Breite von bis zu 15 Zentimetern relativ großen, rippigen Laubblätter sind in Blattstiel und -spreite gegliedert. Die einfache Blattspreite ist länglich-lanzettlich mit einer zugespitzter Spreitenbasis und -spitze. Die Blattunterseite ist fein flaumig behaart und die Oberseite ist klebrig und glatt. Die Blattspitze trägt einen Haarschopf.

### Generative Merkmale
Seitlich oder selten zentral an einem langen Blütenstandsschaft befindet der ährige Blütenstand. Die dachziegelartig angeordneten (fertilen) Deckblätter sind blassgrün oder strohfarben. Im oberen Bereich des Blütenstandes sind (sterile) Hochblätter (Coma) vorhanden; sie sind blasspurpur- oder rosafarben. Über den fertilen Deckblättern befinden sich jeweils vier bis fünf Blüten.
Die relativ großen, zwittrigen Blüten sind zygomorph und dreizählig mit doppelter Blütenhülle. Die Blütenhüllblätter sind gelblich. Es ist ein fertiles Staubblatt sowie Staminodien vorhanden. Drei Fruchtblätter sind zu einem unterständigen, dreikammerigen Fruchtknoten verwachsen. Der lange, fädige Griffel schiebt sich zwischen dem Staubfaden und dem gespornten Staubbeutel hindurch, die Narbe liegt darüber. Es sind zwei Nektardrüsen vorhanden.
Die Chromosomenzahl beträgt 2n = 40, 42 oder 44.

## Verbreitung
Curcuma amada kommt in Indien, Bangladesch, Myanmar und Thailand vor.

## Taxonomie
Die Erstbeschreibung von Curcuma amada erfolgte 1810 durch William Roxburgh in Description of several of the Monandrous Plants of India belonging to the natural order called Scitamineae by Linnaeus; Cannae by Jussieu, and Drimyrhizae by Ventenat. in Asiatic Researches Band 11, S. 341. Ein Synonym für Curcuma amada Roxb. ist die 2009 erstbeschriebene Curcuma amada var. glabra Velay. Es gibt keine Subtaxa.

## Inhaltsstoffe und Nutzung
Das Rhizom enthält mindestens 130 Inhaltsstoffe mit biomedizinischer Relevanz.
Die frischen und getrockneten Rhizome werden als mildes Gewürz oder Gemüse in der Küche genutzt. Sie werden in der Parfümerie verwendet. Es sind medizinische Anwendungen bekannt. Als Schnittblume ist Curcuma amada lange haltbar.

## Weiterführende Literatur
- Rudragoud Policegoudra, S. M. Aradhya: Mango ginger (Curcuma amada Roxb.) – A promising spice for phytochemicals and biological activities. In: Journal of Biosciences, Volume 36, Issue 4, 2011, S. 739–748. doi:10.1007/s12038-011-9106-1.